# Elle est terrible (chanson)
Singles de Johnny Hallyday
L'Idole des jeunes (1) - La Bagarre (2)
(1962 (1) - 1963 (2)) Tes tendres années
(1963)
Clip vidéo
[vidéo] « "Elle est terrible" (archive INA, 1975) », sur YouTube
Elle est terrible est une chanson de Johnny Hallyday créée sur la scène de l'Olympia de Paris en 1962. Adaptation du titre Somethin' Else d'Eddie Cochran, les paroles françaises sont de Jil et Jan.
Grand succès de Johnny Hallyday, Elle est terrible est une première fois un hit dans sa version enregistrée en public, puis dans sa version studio diffusée en mars 1963. Elle compte parmi les classiques du chanteur et est régulièrement reprise sur scène.

## Histoire
Elle est terrible est chantée pour la première fois sur la scène de l'Olympia durant l'automne 1962 et va, avec les autres nouveaux titres que sont L'Idole des jeunes et La Bagarre, être l'un des moments forts du tour de chant de Johnny Hallyday. Un succès immédiat auprès du public, confirmé quelques semaines plus tard par de très nombreux passages en radio, puis la commercialisation d'un 45 tours deux titres, fait rare à l'époque, alors qu'aucune version studio n'est encore enregistrée. 
C'est à Londres, fin janvier-début février 1963, « chez » Fontana, que le chanteur (en préparation d'un nouvel album), grave en studio Elle est terrible. Diffusée en super 45 tours, Elle est terrible se vend à plus de 150 000 exemplaires.
Après 1965, Elle est terrible n'est plus inscrite au répertoire du chanteur et ce jusqu'au milieu des années 1970, période où l'artiste remet à son tour de chant quelques-uns des succès de ses premières années, notamment en 1976 lors du spectacle Johnny Hallyday Story.
Elle est encore aux programmes du Palais des sports 82 du Zénith 84-85, incluses dans des medleys. En 1993, durant son spectacle au Parc des Princes, tandis qu'Hallyday chante Elle est terrible, une mise en scène est spécialement adaptée pour l'entrée de Sylvie Vartan (après quoi, elle interprétera trois chansons, dont deux en duo avec Johnny).
Cinquante ans après sa création, elle est une fois encore des récitals du Tour 2012 et Rester Vivant Tour (2015-2016).

## Sessions d'enregistrements
Musiciens The London All Stars :
- Big Jim Sullivan : guitare solo
- Vic Flick : guitare rythmique
- Alan Welghel : basse
- Bobby Graham : batterie

## Classements hebdomadaires
| Classement (1963)                  | Meilleure position |
| ---------------------------------- | ------------------ |
| France                             | 2                  |
| Belgique (Ultratop 50 Francophone) | 5                  |

## Lexique
« Voilà que j'arrête ma vieille Citron », évoque une expression de l'époque ; « Citron » étant le surnom donné aux voitures Citroën (voir également Citroën Type C), expression qui renoue inconsciemment avec l'origine du nom Citroën,.
Le Leitmotiv « Elle est terrible » déroulé dans la chanson, modifie la perception de l'expression « être terrible », qui jusqu'alors est perçu de façon négative, catastrophique, dramatique, pour devenir synonyme de « quelque chose de sensationnel » adopté comme mode de langage par la génération des Baby boomer.

## Discographie
1962 :
- 2 novembre : 33 tours Philips B77397L[8] Johnny à l'Olympia
- 10 décembre : 45 tours Philips 373080 F[9] : Elle est terrible - C'est une fille comme toi (versions live à l'Olympia)

1963 :
- 1er mars : Super 45 tours Philips 432861[10] : Tes tendres années, Poupée brisée,  Mashed patatoes time, Elle est terrible

45 tours promo Philips 373111 : Elle est terrible,  Tes tendres années
- 9 avril : 33 tours 25 cm Philips B76571R L'Idole des jeunes
- 25 avril : 33 tours Philips B779162 (mono) 840521 BY (stéréo) Les Bras en croix

Discographie live :
- 1965 : Olympia 1965 (inclus dans un medley - album resté inédit jusqu'en 2011)
- 1976 : Johnny Hallyday Story - Palais des sports
- 1982 : Palais des sports 82 (inclus dans un medley)
- 1984 : Johnny Hallyday au Zénith (inclus dans un medley)
- 1985 : Johnny Hallyday Zénith 85 (incluse dans un medley / sortie posthume en 2024)
- 1993 : Parc des Princes 1993
- 2007 : La Cigale : 12-17 décembre 2006
- 2013 : On Stage
- 2016 : Rester Vivant Tour

## Reprises
En 2006, sur l'album Jambalaya, Eddy Mitchell enregistre le titre en trio avec Johnny Hallyday et Little Richard dans une version franco-anglaise Elle est terrible/Somethin' Else (la partie anglaise étant chantée par Richard).
En 2022, Yarol Poupaud dans son album Fils de personne, reprend Elle est terrible.